# Österreichische Gesellschaft für zerstörungsfreie Prüfung
Die Österreichische Gesellschaft für zerstörungsfreie Prüfung (ÖGfZP) ist die Dachorganisation für zerstörungsfreie Prüfung (ZfP, Non-destructive Testing NDT) in Österreich.

## Geschichte
Im Sektor der Materialwissenschaft der zerstörungsfreien Prüfung, die sich ab den 1930ern entwickelte, wurde 1955, bei einer ersten internationalen Konferenz in Brüssel, das Internationale Komitee für ZfP (ICNDT) gegründet, mit Österreich als Gründungsmitglied. 
Besonders die exportorientierten Unternehmen der auf High-Tech umstellenden Schwerindustrie, wie die Voest-Alpine Stahl Linz und die VEW Kapfenberg, waren an diesem Feld interessiert, und bauten in eigenem Hause Ausbildung und Qualifikation auf. In den 1970ern schlossen sich Organisationen wie TÜV AUSTRIA-Wien, die TVFA der Technischen Universität Wien, oder die Schweißtechnische Zentralanstalt an, und in Folge wurde an der Österreichischen Gesellschaft für Schweißtechnik ein erster Zentralausschuss eingerichtet. 1979/1980 wurde dann die ÖGfZP in Form eines gemeinnützigen Vereins als österreichweite Plattform eingerichtet. 
Seit 1996 ist das ICNDT, die weltweite Dachorganisation für die nationalen ZfP-Gesellschaften, in Österreich ansässig, das den Vereinskassier (Treasurer) stellt. Seit der Gründung 1998 vertritt die ÖGfZP Österreich auch in der European Federation of Non-Destructive Testing (EFNDT).

## Aufgaben und Anliegen
Zweck der Gesellschaft ist es, „die Anwendung der ZfP zu verbreitern, die Ausbildung des Prüfpersonals zu fördern, normgerechte Qualifizierungsprüfungen zu ermöglichen und international anerkannte Zertifikate auszustellen und zu überwachen.“ (Statut).
Zum Aufgabenfeld gehören:
- sie ist eine vom Bundesminister für wirtschaftliche Angelegenheiten akkreditierte Personen-Zertifizierungsstelle[6]
- sie anerkennt die in Österreich eingerichteten Ausbildungsstellen für Prüfer im Bereich ZfP[7]
- sie ist die offizielle Zulassungsstelle für Prüfungszentren für die Qualifizierungsprüfungen
- sie überwacht und leitet die Qualifizierungsprüfungen[8]
- sie vertritt die offiziellen österreichischen ZfP-Interessen in den internationalen Gremien wie ECNDT und ICNDT
- sie ist der Vertragspartner für ausländische ZfP-Gesellschaften in Bezug auf die gegenseitige Anerkennung der Äquivalenz von Zertifikaten und/oder Zertifizierungsschemen (ECNDT MRA-Agreement, Nizza 1994) und sie überwacht im Sinne der EN 45013 (Regelung und Kontrolle der Sachverständigeneigenschaft) die Zertifikatshalter im Bereich der ZfP.
- sie ist auch die unabhängige Prüfstelle gemäß Art. 13 der Druckgeräterichtlinie 97/23/EG

Die Gesellschaft veranstaltet Fachkurse und Seminare für die Prüferausbildung.
Es finden auch regelmäßige Veranstaltungen für den Erfahrungsaustausch der Mitglieder statt.
Intern bilden sich drei Fachausschüsse (Sektorkomitees):
- ZfP für Luft und Raumfahrt
- ZfP für Eisenbahn-Instandhaltung
- Zfp für Produkte